# Hobbyångmaskin

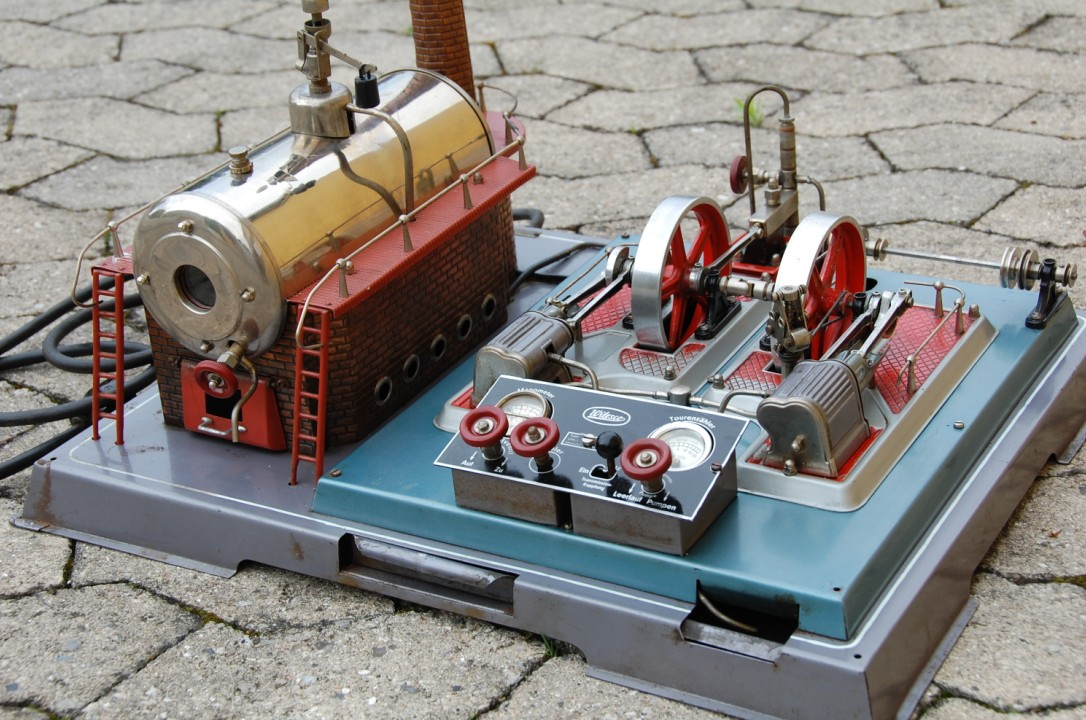
Hobbyångmaskin från Wilesco

En hobbyångmaskin, eller modellångmaskin, är en ångmaskin avsedd för leksaks- och hobbybruk.
Det finns flera typer av hobbyångmaskiner. De vanligaste är små, och avsedda att stå på bord. En annan typ är live steam-lokomotiv. En känd tillverkare är Wilesco. Ett vanligt bränsle var torrsprit, så kallade metatabletter.

## Historik
De första fullskaliga ångmaskinerna, fram till början av 1800-talet, var riktigt stora och långsamma och användes till gruvpumpar och hjulångare. Det var ett svårt mekaniskt problem att bygga små, smidiga, snabba maskiner som kunde driva lokomotiv (genombrott: Stephenson Rocket, 1829), propellerfartyg (genombrott: USS Monitor, 1862), bilar eller enskilda verkstadsmaskiner. Verkstäder hade i stället en stor central ångmaskin som genom remhjul drev axlar och maskiner i en hel stor fabrik. 
Fram emot slutet av 1800-talet utvecklades små ångmaskiner med begränsad effekt, så kallade kolibrimaskiner, som bland annat användes i lustbåtar, så kallade kolibribåtar.
Att bygga ångmaskiner som var små nog att ha som leksak, lyckades först på 1900-talet, när bensinmotorer och elmotorer redan hade gjort ångmaskinen omodern. Hobbyångmaskinerna hade sin storhetstid som pojkleksak under den mellersta tredjedelen av 1900-talet, samtidigt med Meccano. Då var även Märklin en av de stora tillverkarna av modellångmaskiner.

## Övrigt
Sången Då går jag ner i min källare, som handlar om en hobbyångmaskin, blev 1974 en stor framgång för bassångaren Pierre Isacsson.